# 相模原市立弥栄中学校
相模原市立弥栄中学校（さがみはらしりつやえいちゅうがっこう）は、神奈川県相模原市中央区弥栄に所在する公立中学校である。

## 沿革
- 1980年（昭和55年）4月1日 - 開校（キャンプ淵野辺跡地の現在地）
- 1980年（昭和55年）10月10日 - 校章制定
- 1980年（昭和55年）12月8日 - 校旗制定
- 1982年（昭和57年）11月29日 - 校歌制定
- 1995年（平成7年）3月31日 - プール大規模改修
- 2013年（平成25年）3月7日 - 体育館改修完成
- 2018年（平成30年）1月 - グラウンド改修工事完了
- 2018年（平成30年）9月 - A棟校舎改修工事完了

## 学校行事
- 雲雀祭（文化部門、体育部門）
- 生徒総会
- 学校評議会

## 生徒会活動・部活動など
生徒会活動は、年に一回の生徒総会が毎年６月頃体育館で行われる。２０２０年は、新型コロナウイルスの影響で密を避けるため、テレビ放送による形で行われた。
また、雲雀祭という学校祭が生徒会主催で行われる。９月頃には、体育部門が校庭で行われ、10月頃には、相模原市市民会館にて、文化部門が行われる。また、文化部門は高校の文化祭とは異なり、合唱祭となる。併せて、吹奏楽部の発表と演劇部の発表が行われる。
また、現在の生徒会長の発案により、校内には、生徒会ボックスが設置され、生徒からの意見を直接取り入れる活動を行っている。

## 通学区域
- 相模原市中央区[1]
  - 相生1丁目
  - 相生2丁目
  - 相生3丁目
  - 相生4丁目
  - 青葉1丁目
  - 高根2丁目
  - 千代田4丁目
  - 千代田5丁目
  - 千代田6丁目
  - 千代田7丁目
  - 並木1丁目
  - 並木2丁目
  - 並木3丁目
  - 光が丘1丁目
  - 光が丘2丁目17番
  - 弥栄1丁目
  - 弥栄2丁目
  - 弥栄3丁目

## 進学前小学校
- 相模原市中央区
  - 相模原市立並木小学校（一部は相模原市立緑が丘中学校へ）
  - 相模原市立光が丘小学校（一部は相模原市立緑が丘中学校へ）
  - 相模原市立星が丘小学校（一部は相模原市立上溝中学校・相模原市立中央中学校へ）
  - 相模原市立弥栄小学校

## 交通アクセス
- 淵野辺駅（JR横浜線）から神奈川中央交通バスに乗車、青葉循環で「弥栄小学校前」より徒歩2分。